# Ljudi mačke (1982.)
Ljudi mačke (eng. Cat People) horor je iz 1982. godine, obrada originalnog kultnog filma iz 1942. godine u kojem je glavnu ulogu imala Simone Simon. Film je režirao američki redatelj Paul Schrader, a glavne uloge u filmu imali su Nastassja Kinski, Malcom McDowell i John Heard.
Filmsku je glazbu skladao Giorgio Moroder, uključujući i naslovnu pjesmu Cat People (Putting Out Fire) koju je izvodio David Bowie.

## Radnja
Radnja filma započinje kada mlada Irena Gallier (Nastassja Kinski) dolazi nakon smrti roditelja kod starijeg brata Paula (Malcom McDowell) u New Orleans.
Ireni, koja još nije imala spolne odnose, brat ubrzo otkriva da je pripadnica posebne mistične vrste ljudi pantera koji moraju izbjegavati spolne odnose s normalnim ljudskim bićima, jer se nakon takvog odnosa pretvaraju u svoj genetski gledano polazni oblik - crnu panteru. Povratak u ljudski oblik moguć je jedino ubijanjem ljudskog bića, a žrtva je najčešće partner još tijekom ljubavnog zanosa. Kao jedina mogućnost ostaju incestuozni spolni odnosi ili apstinencija. Dojmljiva je scena u kojoj Irenin nesuđeni partner Oliver (John Heard) znajući što će se dogoditi s njegovom partnericom, vezuje Irenu čvrsto za krevet prije vođenja ljubavi.

## Vanjske poveznice
- Ljudi mačke u internetskoj bazi filmova IMDb-a